# 東綾瀬公園
東綾瀬公園（ひがしあやせこうえん）は、東京都足立区綾瀬及び東綾瀬にある東京都立の公園である。
2006年4月1日 - 2011年3月31日まで、指定管理者制度により東京都公園協会が管理する。

## 概要
かつて水田地帯であった土地を区画整理事業により整備し、公園として開園。
綾瀬駅前を起点にU字型に敷地が広がっており、全長約2kmにわたって遊歩道や広場が点在する。

## 主な施設
- 東京武道館
- すいすいらんど綾瀬（温水プール）
- 野球場
- テニスコート